# William John Macquorn Rankine
William John Macquorn Rankine (5. srpnja 1820. – 24. prosinca 1872.) bio je škotski inženjer i fizičar. Bio je, zajedno s Rudolfom Clausiusom i Williamom Thomsonom (1. baron Kelvin), osnivač znanosti termodinamike.
Rankine je razvio cjelokupnu teoriju parnog stroja, pa i svih toplinskih strojeva.
Izmislio je Rankineov stupanj, kao mjernu jedinicu za temperaturu.

## Važni radovi

### Knjige
- Manual of Applied Mechanics, (1858)
- Manual of the Steam Engine and Other Prime Movers, (1859)
- Manual of Civil Engineering, (1861)
- Shipbuilding, theoretical and practical,(1866)
- Manual of Machinery and Millwork, (1869)

### Znanstveni radovi
- Mechanical Action of Heat, (1850)
- General Law of Transformation of Energy, (1853)
- On the Thermodynamic Theory of Waves of Finite Longitudinal Disturbance, (1869)
- Outlines of the Science of Energetics, (1855)

## Vanjske poveznice
- J. Macquorn Rankine